# اسکولهاوس پوینت (واشینگتن)
اسکولهاوس پوینت (به انگلیسی: Schoolhouse Point) یک منطقهٔ مسکونی در ایالات متحده آمریکا است که در شهرستان کلالام، واشینگتن واقع شده‌است.